# Mottinello Vecchio
Mottinello Vecchio (Motineło Vecio in veneto) è una frazione del comune italiano di Galliera Veneta, in provincia di Padova.

## Storia
Il toponimo potrebbe indicare la presenza di "motte" (dossi) su cui furono fondate delle fortificazioni di epoca romana. Questa ipotesi è suffragata dalla presenza di opere simili nelle vicine San Martino di Lupari e Castello di Godego, ma anche dalla disposizione delle strade che rompe la regolarità della circostante centuriazione.

## Monumenti e luoghi d'interesse

### Oratorio di Maria Santissima del Buon Consiglio
Fu realizzato nel 1890 come ex-voto di un genitore che aveva visto il figlio uscire illeso da un incidente con un carro. Furono così soddisfatte le esigenze della popolazione locale che da anni lamentavano l'eccessiva distanza dalla parrocchiale di Galliera.
Nel 1906 venne ultimata la sagrestia finanziata anche con una donazione di papa Pio X.

### Contrada del Maglio
Caratteristica borgata che trae il nome dalla presenza di numerosi magli per la lavorazione del ferro azionati dalla roggia Cappella e attestati sin dal XVII secolo. Uno di questi è stato restaurato ed è oggi esposto all'ex officina del Maglio.
Fulcro dell'abitato è l'oratorio del Sacro Cuore, costruito tra il 1924 e il 1925 dalle famiglie del luogo come ringraziamento per i soldati tornati dalla Grande Guerra; interessante il campanile, innalzato a cavallo della roggia tra il 1947 e il 1958.